# OneDrive
OneDrive (trước đây là SkyDrive, Windows Live SkyDrive và Windows Live Folders) là một dịch vụ lưu trữ tập tin cho phép người dùng đồng bộ dữ liệu hoặc truy cập chúng từ trình duyệt web hay điện thoại. Người dùng có thể chia sẻ tập tin công cộng hoặc với danh bạ của họ, tập tin được chia sẻ công cộng không yêu cầu truy cập tài khoản Microsoft để sử dụng, nhưng cần có đường link dẫn tới file. Nó là một phần của dịch vụ trực tuyến trước đây là Windows Live. OneDrive được tích hợp sẵn trên hệ điều hành Windows 10 và Windows 11 và cũng có sẵn trên 2 nền tảng khác như iOS và Android.
Ngoài lưu trữ đám mây cá nhân, Microsoft cũng cung cấp quản lý dữ liệu cho doanh nghiệp như OneDrive for Business.

## Liên kết
- Website chính thức